# Заболотье (Бабаевский район)
Заболотье (вепс. Sontaga) — деревня в Бабаевском районе Вологодской области.
Входит в состав Вепсского национального сельского поселения (с 1 января 2006 года по 13 апреля 2009 года входила в Куйское национальное вепсское сельское поселение), с точки зрения административно-территориального деления — в Куйский национальный вепсский сельсовет.
Расстояние до районного центра Бабаево по автодороге — 117 км, до центра муниципального образования деревни Тимошино — 26 км. Ближайшие населённые пункты — Кийно, Панкратово, Пустошка.
По переписи 2002 года население — 45 человек (20 мужчин, 25 женщин). Преобладающая национальность — русские (84 %).